# Niorgo-Yanga
Niorgo-Yanga est une commune située dans le département du Yondé de la province de Koulpélogo dans la région du Centre-Est au Burkina Faso. En 2003, la population de Niorgo-Yanga était de 770 habitants. La région est connue pour ses défis en matière de développement et de sécurité, comme en témoigne le rapport de monitoring de protection qui mentionne des risques de pénurie de produits de première nécessité.
La province de Koulpélogo, où se trouve Niorgo-Yanga, comprend 8 départements et avait une population estimée à 188 760 habitants en 1997. Le chef-lieu de la province est Ouargaye. La province a également un accord de coopération avec Saint-Georges-de-Didonne en France.